# Antonello Riva
Pour les articles homonymes, voir Riva.
Antonello Riva, né le 28 février 1962 à Rovagnate, dans la province de Lecco, en Lombardie, est un joueur italien de basket-ball.

## Clubs successifs
- 1977-1989 :  Pallacanestro Cantù (LegA)
- 1989-1994 :  Philips Milan puis Recoaro Milan (LegA)
- 1994-1996 :  Scavolini Pesaro (LegA)
- 1996-1998 :  Nuova Pallacanestro Gorizia
- 1998-2002 :  Pallacanestro Cantù (LegA)
- 2002-2004 :  Nuova AMG Sebastiani Basket Rieti (LegA)

## Palmarès

### Club
- Vainqueur de la Coupe des Clubs Champions 1982, 1983
- Vainqueur de la Coupe Korać 1993
- Vainqueur de la Coupe des Coupes 1981
- Champion d'Italie 1981
- Coupe intercontinentale 1982

### Sélection nationale

#### Championnat d'Europe de basket-ball
- Championnats d'Europe 1983, France
  -  Médaille d'or
- Championnats d'Europe 1991, Italie
  -  Médaille d'argent